# Museo Regional de Magallanes
El Museo Regional de Magallanes es un museo chileno ubicado en la ciudad de Punta Arenas, capital de la Región de Magallanes y la Antártica Chilena. A través de sus colecciones se exhibe la historia de la zona de Magallanes y especialmente de la ciudad de Punta Arenas, desde su descubrimiento en el siglo XVI hasta inicios del siglo XX. Posee una colección de cerca de 1800 objetos de distintas épocas.
Desde su creación el museo es administrado por el Servicio Nacional del Patrimonio Cultural (SNPC). El edificio que lo alberga fue declarado Monumento Nacional en 1974.

## Historia
El museo actualmente se ubica en la casa residencia de Mauricio Braun y Josefina Menendez, construido en 1903. Fue Enrique Campos Menéndez quién, aprovechando su cargo de director de la entonces Dirección de Bibliotecas, Archivos y Museos (Dibam, hoy SNPC), negoció la donación del palacio familiar de Punta Arenas al estado a cambio de la rehabilitación integral del edificio, que fue sufragada por el erario público, y sobre todo de la obligación de engrandecer la memoria familiar convirtiendo la casa en museo.
Tras su fundación en 1982, las colecciones pertenecientes al Museo de la Patagonia (fundado en 1969) son trasladadas a la casona, convirtiéndose en el Museo Regional de Magallanes, que es hoy un permanente homenaje a su abuelo, José María Menéndez Menéndez, y a su tío Mauricio Braun.

## Secciones
Actualmente el museo posee tres secciones con exhibiciones: Época, Historia y Zócalo. En la primera se presenta mobiliario europeo con estilos desde el neoclásico hasta el Art Nouveau. En la segunda se exhiben objetos relacionados con la historia de la región y la ciudad, mientras que en el zócalo se presenta el funcionamiento de los servicios en el expalacio, como la cocina, los baños y las habitaciones de la servidumbre.
También posee un subterráneo, en el cual se presentan exposiciones temporales durante el año.
Se le ha criticado al museo que no haya referencias al genocidio de los pueblos originarios en el que participaron los propietarios de la mansión.